# NGC 6925
NGC 6925 је спирална галаксија у сазвежђу Микроскоп која се налази на NGC листи објеката дубоког неба.
Деклинација објекта је - 31° 58' 48" а ректасцензија 20h 34m 20,5s. Привидна величина (магнитуда) објекта NGC 6925 износи 11,3 а фотографска магнитуда 12,1. Налази се на удаљености од 31,890 милиона парсека од Сунца. NGC 6925 је још познат и под ознакама ESO 463-4, MCG -5-48-22, AM 2031-320, IRAS 20312-3209, PGC 64980.